# Torneo Internazionale Femminile di Palermo 1993
Torneo Internazionale Femminile di Palermo 1993 — жіночий тенісний турнір, що проходив на відкритих кортах з ґрунтовим покриттям Country Time Club у Палермо (Італія). Належав до турнірів 4-ї категорії в рамках Туру WTA 1993. Відбувся вшосте і тривав з 6 липня до 11 липня 1993 року. Несіяна Радка Бобкова здобула титул в одиночному розряді й отримала 18 тис. доларів США.

## Фінальна частина

### Одиночний розряд
Радка Бобкова —  Марі П'єрс 6–3, 6–2
- Для Бобкової це був 2-й титул в одиночному розряді за рік і за кар'єру.

### Парний розряд
Карін Кшвендт /  Наталія Медведєва —  Сільвія Фаріна /  Бренда Шульц 6–4, 7–6(7–4)